# راس ذبه
راس ذبه یک عوارض جغرافیایی در امارات متحده عربی است که در امارت فجیره واقع شده‌است. راس ذبه ۵۳۰ متر بالاتر از سطح دریا واقع شده‌است.